# Choi Yong-il
Dans ce nom coréen, le nom de famille, Choi, précède le nom personnel.
Choi Young-il (coréen : 최영일) (né le 25 avril 1966 à Namhae en Corée du Sud) est un footballeur international sud-coréen, qui évoluait au poste de défenseur, avant de devenir entraîneur.

## Biographie

### Carrière de joueur

#### Carrière en sélection
Avec l'équipe de Corée du Sud, il joue 55 matchs (pour aucun but inscrit) entre 1994 et 1998. 
Il figure notamment dans le groupe des sélectionnés lors des coupes du monde de 1994 et de 1998. Il joue trois matchs lors du mondial 1994 : contre l'Espagne, la Bolivie, et l'Allemagne. Lors du mondial 1998, il joue une rencontre face aux Pays-Bas.